# Révolte du Sel

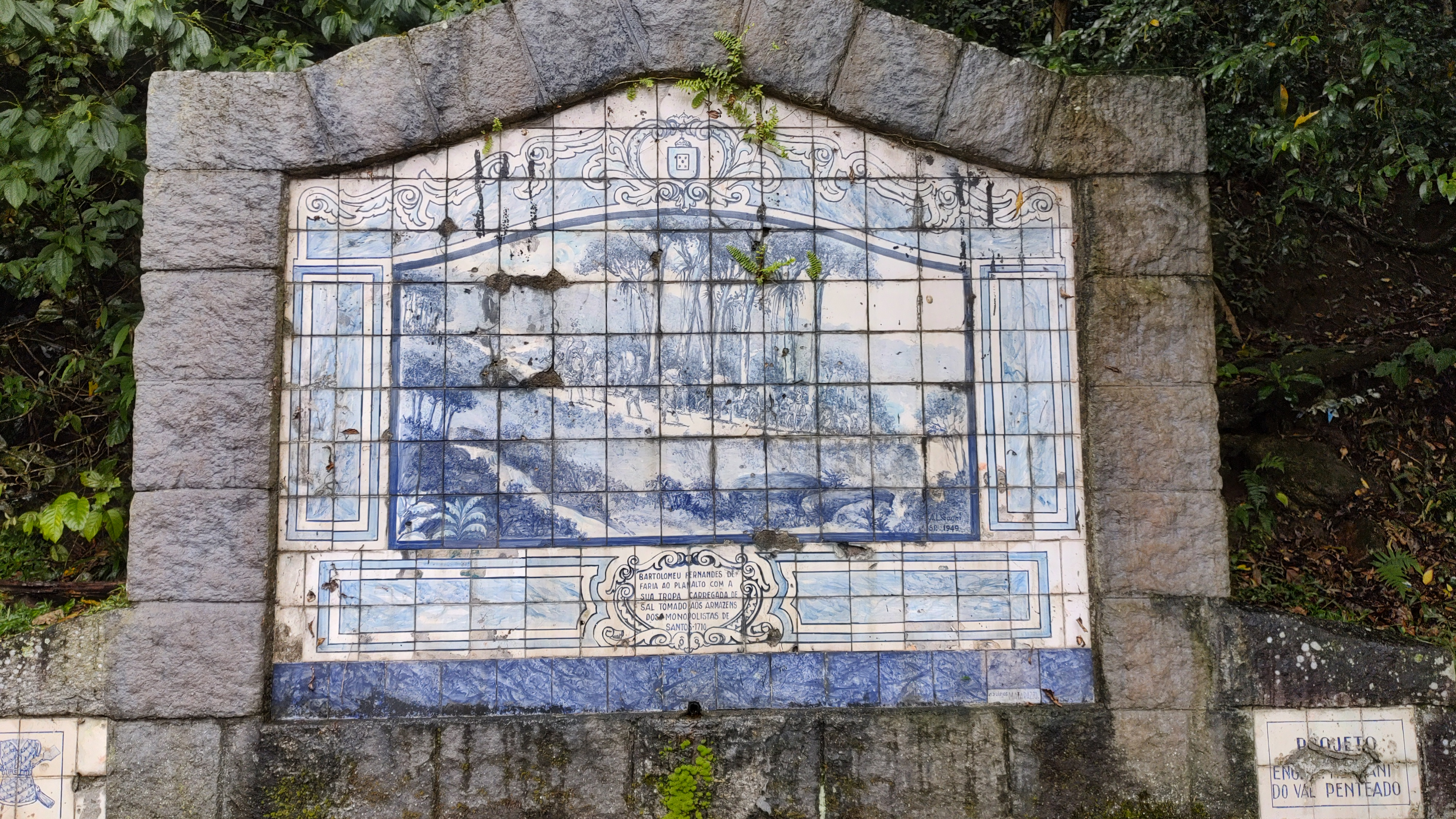
Ancienne fontaine avec carrelage mural de A. L. Gagni - S.P. 1949, qui dit : "Bartolomeu Fernandes de Faria ao Planalto avec sa troupe chargée de sel pris dans les entrepôts de Santos-1710".

La révolte du Sel est un conflit de la période coloniale du Brésil, ayant eu lieu en 1710.
Le sel, produit de grande utilité dans la société était un motif d'une mesure d'exploitation de plus de la part des autorités de Lisbonne à sa colonie du Brésil.
Son extraction était interdite sur les terres brésiliennes. Selon les directives de la Couronne, il devait être importé du Portugal. Malgré tout, il y avait une exploitation clandestine du produit dans le bassin du rio São Francisco.
La vente du sel dans le royaume était le monopole d'un nombre réduit de commerçants portugais qui obtenaient un contrat à Lisbonne, généralement pour une durée de trois ans. Ces négociants « royaux » s'associaient à d'autres qui vivaient sur place.

## Genèse
Au début du XVIIIe siècle, la Capitainerie de l'État de São Paulo, s'étendait sur les territoires des actuels États du Minas Gerais, du Mato Grosso, de Goiás, du Paraná, de Santa Catarina et du Rio Grande do Sul. Son gouverneur, Antônio de Albuquerque Coelho de Carvalho, vivait plus dans les régions de production minière, pour mieux contrôler l'impôt et la lutte contre la contrebande de l'or.
Dans la Capitainerie, le sel était vendu à Santos et dans la ville de São Paulo. Cependant, des mécanismes pour augmenter le prix de la denrée avaient été mis en place, amplifiant les bénéfices des tenants du monopole. Une de ces pratiques était d'embarquer pour la colonie de moindres quantités de sel que celles habituellement  consommées. Une autre consistait à stocker la marchandise et de forcer son prix à la hausse.
Cette spéculation se produisait déjà dans d'autres Capitaineries. La Chambre de la ville de Rio de Janeiro protesta auprès de la Couronne, se plaignant que « les gens pauvres et les esclaves mangent souvent sans sel ». Le gouvernement ne prit cependant aucune mesure en retour de ces réclamations.  En 1710, les spéculateurs forcèrent excessivement le prix de vente du sel, créant une situation insupportable.

## Le mouvement
Bartolomeu Fernandes de Faria, propriétaire d'une immense fazenda et de centaines d'esclaves noirs et indiens, décida de  réagir face à l'inaction des autorités. Ce Pauliste qui vivait à Jacareí et qui avait eu des charges judiciaires dans la ville de São Paulo, arma un important groupe de Noirs, d'Indiens et de capangas (plus ou moins, des mercenaires), et, par surprise, prit la ville de Santos. Ils ouvrirent ensuite les magasins de stockage de la plus grande partie du sel et le vendirent aux consommateurs à un prix plus accessible, obligeant les spéculateurs à accepter le fait.
Prenant avec elle la marchandise nécessaire, la troupe repartit dans la montagne, détruisant les ponts et bloquant le chemin avec des arbres coupés, afin d'empêcher les autorités de Santos de poursuivre et d'arrêter ses membres. Bien que des mesures contre le puissant propriétaire terrien fussent demandées au gouverneur, celui-ci ne fit rien.
Un rapport fut envoyé le 2 novembre 1710 à Lisbonne par le juge Antônio de Cunha Sottomaior pour dénoncer les événements. L'attitude de Bartolomeu Fernandes de Faria, en plus de représenter un clair défi aux autorités portugaises, nuisait aux intérêts de commerçants de Lisbonne installés dans la Capitainerie. Ce furent les raisons qui décidèrent Jean V à publier et envoyer la Carta Regia (Lettre Royale) du 28 avril 1711 ordonnant l'arrestation de Faria. Mais celui-ci avait eu le temps de s'enfuir et de renforcer ses positions sur ses terres, fortifiant sa fazenda, la faisant défendre par un fort nombre de Noirs, d'Indiens et de capangas prêts à résister efficacement.
Ce n'est que onze ans plus tard, en 1722, que le Colonel Luiz Antônio de Sá Quiroga, gouverneur militaire de Santos, réussit à interpeller Faria dans les environs de la localité de Vila de Conceição de Itanhaem. Il fut nécessaire d'employer un fort contingent militaire pour réussir l'opération. Malgré ses quatre-vingts ans, Farias fut emmené pour Santos aux fers, puis, de là, à Salvador pour y être jugé.
Victime de la variole, il mourut avant le jugement.